# Pica-pau-tanzaniano
Pica-pau-tanzaniano (Campethera scriptoricauda) ou pica-pau-de-garganta-malhada  é uma espécie de ave da família Picidae. Distribui-se pela África oriental e por vezes é considerado como uma subespécie do pica-pau-de-bennett.